# 青里站
青里站（：／ Cheongni yeok */?）是慶北線沿線的一座鐵路車站，位於韓國庆尚北道尚州市青面，有無窮花號列車停靠。

## 历史
- 1924年10月1日 - 落成使用。

## 相鄰車站
韓國鐵道公社
慶北線
玉山－青里－尚州